# (3910) Liszt
(3910) Liszt est un astéroïde de la ceinture principale.

## Description
(3910) Liszt est un astéroïde de la ceinture principale. Il fut découvert le 16 septembre 1988 à l'observatoire de Haute-Provence par Eric Walter Elst. Il présente une orbite caractérisée par un demi-grand axe de 2,79 UA, une excentricité de 0,13 et une inclinaison de 8,7° par rapport à l'écliptique.

## Étymologie
Cet astéroïde est nommé en l'honneur de Franz Liszt (1811-1886),.

## Compléments